# Sociedade Adriânica
A Sociedade Adriânica (em inglês:  Hadrianic Society) era uma sociedade histórica britânica focada na Muralha de Adriano e na Britânia romana, bem como na Muralha de Antonino, na Cordilheira Gask e em outros sistemas de fronteira romana. Foi fundada em 1971 sob a liderança de Brian Dobson, David Breeze e Valerie Maxfield. A Sociedade Adriânica fechou em 2018. Algumas de suas funções continuam sendo cumpridas pela Escola do Exército Romano.

## História
O objetivo da sociedade era promover o estudo da Muralha de Adriano, do Exército Romano e das fronteiras romanas. A Sociedade Adriânica foi desenvolvida a partir de uma série de cursos ministrados para antigos alunos e amadores originalmente envolvidos com as escavações no sítio romano de Corbridge, sob a orientação de Brian Dobson. Peter Connolly esteve envolvido com a Sociedade durante a década de 1980 e a conferência anual "Escola do Exército Romano" realizada pela Sociedade é citada como tendo influenciado diretamente o trabalho de Lawrence Keppie e Birgitta Hoffmann.
A sociedade foi abordada na Current Archaeology em 2010.

## Publicações
- P. Hill (ed.). 2002. Polybius to Vegetius: Essays on the Roman army and Hadrian's Wall presented to Brian Dobson to mark his 70th birthday. Durham: The Hadrianic Society.
- Parker, A. (ed.) 2017. Ad Vallum: Papers on the Roman Army and Frontiers in Celebration of Dr Brian Dobson (BAR British Series 631). Oxford: British Archaeological Reports.

### Boletim anual
O Boletim da Sociedade Adriânica (em inglês:  Bulletin of the Hadrianic Society) era um periódico anual contendo principalmente artigos baseados nas apresentações na Escola do Exército Romano do ano anterior, bem como contribuições adicionais revisadas por pares e resenhas de textos acadêmicos. Era editado e publicado internamente. Cópias do boletim estão disponíveis na Biblioteca Britânica.

### Boletim informativo
O boletim informativo (em inglês:  Newsletter) era uma publicação trienal produzida, editada e impressa internamente, disponível a todos os membros da sociedade e incluindo relatórios, discussões e resenhas não-acadêmicos que não são relevantes para o boletim anual. As contribuições dos membros eram publicadas com frequência.